# علاء حسين الأديب
علاء حسين الأديب (17 نوفمبر 1965 -) هو شاعر وناقد عراقيّ.

## حياته ونشأته
من مواليد بغداد في 17 نوفمبر سنة 1965، حاصّل على دبلوم صناعات نفط عام 1985 -1986 و بكالوريوس لغة عربيّة عام 1994 ثمّ على ماجستير لغة عربيّة عام 2002. كما حصل على الدكتوراه الفخريّة من دولة فلسطين.

## مسيرته[3]
- عضو الأتحاد العام للأدباء والكتّاب في العراق.
- ترأس وأدار عدة مواقع وملتقيات وصحف الكترونية منها: رابطة أدباء المرفأ الأخير، و ملتقى زنوبيا الثقافي، رئاسة تحرير مجلة صدى بغداد الثقافية الالكترونية.
- مدير الصالون الأدبي لسمو الشيخ صقر بن سلطان القاسمي ومجموعة ألف ياء الأدبيّة. .
- رئس الهيئة التأسيسية للبيت الثقافي العراقي التونسي في تونس.
- رئاسة تحرير مجلة المرفأ الأخير الثقافية الالكترونية.
- رئيس تحير مجلة البيت الثقافي العراقي التونسي الالكترونية.
- صدرت له عدة دواوين بالإضافة الى نشره العديد من الدّراسات والبحوث.

## أعماله
- أشواق وأطواق.
- سيدة الفصول.
- زنابق وبنادق.
- بوابة الوجع.
- ربيع العمر.
- أوراق عاشقة .
- المرفأ الأخير.
- سيّدة المحيط.
- المجموعة السيّاسيّة.
- بشائر الأيام .
- لوعة الهجران .
- همسات علاء الأديب.
- ساكن السطور.
- قصائد للوطن الجريح.
- وجع العراق.
- خريف الذكريات
- للحب رائحة المطر
- من وحي صورتها

### قصيدة عراقيّ أنا أسمر
عراقيُ أنا أسمرْ
ومنذ ولادة التأريخ ..
لم أقهرْ ...ولم أُكسرْ...
دمائي ....بحر أطيابٍ...
وأنفاسي شذا عنبرْ...
وقلبي فيه متسع..
لكلّ الناس بل أكثرْ
عراقيّ انا أسمرْ
بلادُ العربِ أفديها...
فأهلي كلّ من فيها...
وأصحابي ...وأقراني...
أردد دائماَ...زهوا...
((بلاد العرب أوطاني))
بها أفخر..
عراقي أنا أسمرْ
أنا من ينتشي شوقا ..
بحب العرب بل يسكرْ
أنا المخلوط من تمرٍ
وزيتونٍ
ومن زعتر..
عراقيٌّ ..أنا أسمرْ
أنا من طين هذي الأرض أجزائي
ومن أنداء كلّ العربِ أندائي..
أنا قلب عروبيّ..
وبالرحمن والأسلام أِيماني..
وبعد الله..
والقرآن لي نهجٌ ..ولي لهجٌ..
به أشدو..
((بلاد العرب أوطاني))
عراقيّ أنا أسمر..
أنا تأريخ هذا الكون
لن أُمحى...
ولن أنسى ..
ولن أُقبرْ
أنا أِن دارت الدنيا ...
وأِن مادت جبال الأرض..
أبقى طودها اليسخرْ
سأبقى دائما محورْ..
عراقي ..أنا أسمر..
أنا من جارت الدنيا..ولم يأبهْ
أنا من مزقت أحزانُهُ قلبَهْ
وما قد هان أو أذعنْ
فجرح القلب خلاّ صار لو أزمن
وجرحي غائر مزمنْ
أقاوم كلّ آلامي..
وأنهضُ قِسورا يزأرْ
فمن جرحي ومن ألمي..
أنا أقوى ..
أنا أكبر...
وأهلي حيثما كانوا..
لهم أشدو ..
((بلاد العرب أوطاني))
فهم أهلي وخلاّني
بهم أفخر
عراقي أنا أسمر
عراقيٌ أنا أسمر